# Кокошка, Оскар
О́скар Ко́кошка (нем. Oskar Kokoschka; 1 марта 1886, Пёхларн, Австро-Венгрия — 22 февраля 1980, Вильнёв, Швейцария) — австрийский художник и писатель чешского происхождения, крупнейшая фигура австрийского экспрессионизма.

## Биография и творчество
По отцу принадлежал к роду известных пражских ювелиров. В 1903—1909 учился в Венской школе искусств и ремёсел, среди его преподавателей был Густав Климт и Карл Отто Чешка. В 1908 году работы Кокошка скандально дебютировали на художественной выставке, организованной в Вене сподвижниками Климта. Постановка драмы Кокошки «Убийца, надежда женщин» (1907) на венской сцене вызвала скандал (в 1921 году Пауль Хиндемит написал оперу на её основе).
Кокошке покровительствовал известный венский архитектор Адольф Лоос (портрет которого он написал); к этому периоду относятся также портреты венских знаменитостей (Карл Краус и др.). В 1910 г. он сблизился в Берлине с экспрессионистской группой «Штурм», познакомился с Кандинским.
В 1911—1913 гг. Кокошка пережил бурный роман с известной венской красавицей Альмой Малер, на тот момент — вдовой знаменитого композитора и дирижёра Густава Малера (позже она была замужем за архитектором Вальтером Гропиусом, а затем — за Францем Верфелем). Неспособный избавиться от мучительных воспоминаний о ней, Кокошка в 1919 заказал мастеру в Штутгарте женскую куклу в натуральную величину, которую позднее описал в книге «Фетиш» (1925). Он посвятил Альме одну из лучших своих картин — «Невеста ветра». Под этим же названием в 2001 году вышел художественный фильм Брюса Бересфорда «Невеста ветра» (англ. Bride of the Wind), в котором нашли отражение их взаимоотношения.
Кокошка участвовал в Первой мировой войне, был ранен в 1915 г. на Галицийском фронте, пережил плен, признан врачами психически нестабильным. В 1916 Кокошка познакомился с Гофмансталем и Рильке. Впечатления от войны вошли в драму «Иов» (1917). В 1919—1924 гг. Кокошка был профессором Дрезденской академии художеств. По его драме «Орфей и Эвридика» (1919) написана опера Эрнста Кшенека (1923).
В 1922 году написал портрет актрисы Марии Орской, который ныне хранится в виде литографий в нескольких музеях. В 1922 и 1932 гг. работы художника участвовали в Венской Биеннале.
О художнике отрицательно отзывался Муссолини, которого поддержали пронацистские власти в Вене. В 1937 г. картины Кокошки фигурировали на известной пропагандистской выставке «Дегенеративное искусство», организованной нацистами.
В 1934 году Кокошка переехал в Прагу, в 1938 г., после Мюнхенского соглашения — в Великобританию, в 1946 г. получил британское гражданство. С 1947 г. жил в Швейцарии. Живя в Швейцарии, начал коллекционировать фарфоровые фигурки животных. После окончания Второй мировой войны его работы были представлены в 1945 г. на выставке в Вене вместе с полотнами Климта и Шиле, в 1947 г. его экспозиция с успехом прошла в Берне, а в 1952 г. на Венской Биеннале ему был отведен отдельный зал.
В 1952—1963 Кокошка преподавал в летней Академии изобразительных искусств в Зальцбурге. В 1955, 1959 и 1964 гг. его работы были представлены на кассельской выставке «Документа». В 1960-е годы выступал также как сценограф (Волшебная флейта Моцарта, 1964, и др.), работал художником-оформителем на телевидении («Росмерхольм», по драме Ибсена, 1961). В 1960 году Оскар Кокошка стал лауреатом премии Эразма.
В 1981 г. большие ретроспективные выставки работ Кокошки прошли в Лондоне и Нью-Йорке, в 1986 — в нью-йоркском Музее Соломона Гуггенхайма.

## Литературные произведения
- Dichtungen und Dramen. Hamburg: H. Christians, 1973
- Erzählungen. Hamburg: H.Christians, 1974
- My life. New York: Macmillan, 1974
- Aufsätze, Vorträge, Essays zur Kunst. Hamburg: H. Christians, 1975.

## Премия Оскара Кокошки
Премия Оскара Кокошки — одна из крупнейших австрийских наград в области современного искусства, была учреждена Федеральным правительством Австрии в год смерти художника, в 1980 году. Денежное вознаграждение премии на 2012 год составляет € 20 тыс.. Премия вручается раз в два года художнику, проживающему в Австрии или за рубежом.